# Seis mais Três
A Iniciativa Seis Mais Três ("6+3") é uma proposta do Uzbequistão, que visa a resolução pacífica do conflito afegão com a participação dos seis países vizinhos ao Afeganistão, mais os Estados Unidos, a Federação Russa e a OTAN como principais forças antiterroristas. ator no Afeganistão.

## Plano de fundo
A iniciativa foi proposta pelo líder uzbeque Islam Karimov durante a Cúpula OTAN/EAPC (Conselho de Parceria Euroatlântica) em Bucareste em abril de 2008. Durante seu discurso, Islam Karimov propôs cinco dimensões de estabilização da situação no Afeganistão.
Primeiro: resolução de problemas sociais e econômicos, abordando as questões de emprego da população e fortalecendo a autoridade do poder. Isso pode servir para resolver a questão da produção e tráfico de drogas, fortalecendo a confiança da população indígena nas forças da coalizão internacional. Segundo: garantir o respeito aos valores religiosos e culturais, costumes e tradições do povo multinacional do Afeganistão, incluindo as minorias. Terceiro: reformas passo a passo na esfera da construção do Estado e estabelecimento das instituições civis. Quarto: resolução dos problemas fronteiriços do vizinho Paquistão. Quinto: reviver o Grupo de Contato " 6 mais 2 ", que funcionou em 1997-2001 sob os auspícios das Nações Unidas. O líder uzbeque propôs transformá-lo em "6 mais 3", incluindo a Organização do Tratado do Atlântico Norte, levando em consideração suas operações antiterroristas em terras afegãs.
Assim, a iniciativa prevê a participação dos seis países que circundam o Afeganistão:
- China
- Irã
- Paquistão
- Tajiquistão
- Turcomenistão
- Uzbequistão[1][2][3]

e três outras partes:
- Estados Unidos
- Rússia
- OTAN[1][2][3]

John CK Daly, pesquisador da Àsia Central e Cáucaso, da Instituto da Universidade Johns Hopkinsem Washington, em seu recente artigo "Uzbek Afeganistão proposta relevante e oportuna - Afeganistão: Por que "6 mais 3"?",  publicado em 5 Novembro de 2009 sublinha a importância da actual proposta do Uzbequistão.
Com a Ofensiva talibã no Afeganistão em 2021 e o retorno do regime talebã com a criação do Emirado Islâmico do Afeganistão (2021–presente), iniciativas como a Seis Mais Três ("6+3") foram obliteradas, por conta da mudança de regime. De um modo uníssono, os governos ocidentais e aliados a OTAN condenaram o novo regime, enquanto governos de países muçulmanos e não alinhados se mostraram mais favoráveis a mudança de regime e possibilidade de manutenção de relações diplomáticas com o novo governo afegão.